# Chersodromia alata
Chersodromia alata är en tvåvingeart som först beskrevs av Walker 1835.  Chersodromia alata ingår i släktet Chersodromia och familjen puckeldansflugor. Arten är reproducerande i Sverige. Inga underarter finns listade i Catalogue of Life.